# Бреста
Бреста је потес плодних њива у атару Поцерског Причиновића, са три стане обавијен реком Думачом.

## Географски положај
Бреста се налази на граници Поцерине и Посавине, у Поцерском Причиновићу. Бреста је удаљена само 300 м од ваљевског пута у Јеленчи.
Бреста је са три стране обавијена Думачом, због које агрокултуре на подручју Бресте роде добро и током суше.
Код Бресте се Жабарски поток улива у Думачу.

## Историја
У време пре Првог српског устанка, крајем 18. века, у околини Шапца камени мост је постојао једино на београдском путу: преко реке Думаче, код старог Бреста. Мост се налазио између Оџиног села (данашњи Поцерски Причиновић) и Јеленче. Мост су (према причи старијих људи из овог краја) срушили немачки тенкови за време Другог светског рата, док су прелазили преко моста.
За време Другог светског рата, 1943.,  Немци су наредили да се посеку све шуме у близини главних путева, да се Партизани и Четници не би крили у њима. Због тога су мештани Поцерског Причиновића морали да исеку све шуме у Брести.

## Порекло имена
Бреста носи име по некадашњој раскрсници код старог бреста, али и по мноштву брестова који и дан данас расту на овом потесу. Постоји много топонима са кореном речи брест.